# دربجة (مسورة)

تعديل مصدري - تعديل

دربجة هي إحدى قرى عزلة مسورة بمديرية مسورة التابعة لمحافظة البيضاء، بلغ تعداد سكانها 108 نسمة حسب تعداد اليمن لعام 2004.